# Yokohama Animation Laboratory
Yokohama Animation Laboratory (яп. 株式会社横浜アニメーションラボ, Kabushiki-gaisha Yokohama Animēshon Rabo)  — японська анімаційна студія, розташована в районі Нака м. Йокогама. Заснована у липні 2015 року колишнім продюсером сьомого підрозділу компанії Production I.G Юмою Оґамі.

## Праця

### Телесеріали
| Назва                                                     | Режисер          | Початок показу | Кінець показу   | Еп  | Нотатки                                                                                        | Прм    |
| --------------------------------------------------------- | ---------------- | -------------- | --------------- | --- | ---------------------------------------------------------------------------------------------- | ------ |
| Lapis Re:Lights                                           | Хіроюкі Хата     | 4 липня 2020   | 19 вересня 2020 | 12  | Частина мультимедійної франшизи, створеної KLab та Kadokawa Corporation.                       | [ 2 ]  |
| Magatsu Wahrheit -Zuerst-                                 | Наото Хосода     | 13 жовтня 2020 | 29 грудня 2020  | 12  | За мотивами гри, розробленої та виданої KLab                                                   | [ 3 ]  |
| The Genius Prince's Guide to Raising a Nation Out of Debt | Масато Тамагава  | 11 січня 2022  | 29 березня 2022 | 12  | За мотивами ранобе Тору Тоба.                                                                  | [ 4 ]  |
| Legend of Mana: The Teardrop Crystal                      | Масато Джинбо    | 8 жовтня 2022  | 24 грудня 2022  | 12  | За мотивами рольової гри від Square Enix. Спільна анімація з Graphinica.                       | [ 5 ]  |
| The Great Cleric                                          | Масато Тамагава  | 14 липня 2023  | 29 вересня 2023 | 12  | За мотивами ранобе Брокколі Лева (Broccoli Lion). Спільна анімація з Cloud Hearts.             | [ 6 ]  |
| Rail Romanesque 2                                         | Мічіру Ебіра     | 6 жовтня 2023  | 29 грудня 2023  | 13  | Спін-офф візуального роману, розробленого Lose. Другий сезон. Спільна анімація з Cloud Hearts. | [ 7 ]  |
| The Kingdoms of Ruin                                      | Кейтаро Мотонаґа | 7 жовтня 2023  | 23 грудня 2023  | 12  | За мотивами манґи, написаної Йорухаші.                                                         | [ 8 ]  |
| The Witch and the Beast                                   | Хамана Такаюкі   | 12 січня 2024  | 5 квітня 2024   | 12  | За мотивами манґи Коусуке Сатаке.                                                              | [ 9 ]  |
| The New Gate                                              | Тамакі Накацу    | 14 квітня 2024 | 30 червня 2024  | 12  | За мотивами легкого роману Шіногі Казанамі. Спільна анімація з Cloud Hearts.                   | [ 10 ] |
| Whisper Me a Love Song                                    | Акіра Мано       | 14 квітня 2024 | 29 грудня 2024  | 12  | За мотивами манґи Еку Такешіми. Спільна анімація з Cloud Hearts (1-10 серії).                  | [ 11 ] |
| Sword of the Demon Hunter: Kijin Gentōshō                 | Казуя Аїра       | 2025           | TBA             | TBA | За мотивами ранобе Мото Наканіші.                                                              | [ 12 ] |

### ONA
| Назва                             | Режисер        | Початок показу | Кінець показу  | Еп | Нотатки                                   | Прм    |
| --------------------------------- | -------------- | -------------- | -------------- | -- | ----------------------------------------- | ------ |
| Monster Strike 2nd Season         | Хамана Такаюкі | 1 квітня 2017  | 2 вересня 2017 | 23 | Продовження Monster Strike.               | [ 13 ] |
| Monster Strike: The Fading Cosmos | Хамана Такаюкі | 7 жовтня 2017  | 6 січня 2018   | 13 | Друга частина 2-го сезону Monster Strike. | [ 14 ] |
| Miru Tights                       | Юкі Оґава      | 11 травня 2019 | 27 липня 2019  | 12 | Оригінальна робота                        | [ 2 ]  |

### Фільми
| Назва                                   | Режисер        | Початок показу | час        | Нотатки                                          | Прм    |
| --------------------------------------- | -------------- | -------------- | ---------- | ------------------------------------------------ | ------ |
| Monster Strike: The Long Awaited Utopia | Хамана Такаюкі | 25 травня 2017 | 15 хвилин  | Спін-офф і пов'язаний з Monster Strike.          | [ 15 ] |
| Starlight Promises                      | Казуя Мурата   | 3 серпня 2018  | 62 хвилини | Оригінальна робота. Спільне виробництво з XFlag. | [ 16 ] |

### OVA
| Назва       | Режисер   | Початок показу | Нотатки                                        | Прм    |
| ----------- | --------- | -------------- | ---------------------------------------------- | ------ |
| Miru Tights | Юкі Оґава | 23 серпня 2019 | Бонусний епізод у комплекті з Blu-ray серіалу. | [ 17 ] |